# Liolaemus carlosgarini
Espèce
Liolaemus carlosgarini est une espèce de sauriens de la famille des Liolaemidae.

## Répartition
Cette espèce est endémique de la région du Maule en Chili.

## Étymologie
Cette espèce est nommée en l'honneur de Carlos F. Garín.

## Publication originale
- Esquerré, Núñez & Scolaro, 2013 : Liolaemus carlosgarini and Liolaemus riodamas (Squamata: Liolaemidae), two new species of lizards lacking precloacal pores, from Andean areas of central Chile. Zootaxa, no 3619 (4), p. 428–452.